# Maizières-la-Grande-Paroisse
Maizières-la-Grande-Paroisse település Franciaországban, Aube megyében. Lakosainak száma 1521 fő (2022. január 1.). Maizières-la-Grande-Paroisse Châtres, Origny-le-Sec, Pars-lès-Romilly, Romilly-sur-Seine, Clesles és Saint-Just-Sauvage községekkel határos.

## Népesség
A település népessége az elmúlt években az alábbi módon változott:
| Lakosok száma | 1446 | 1481 | 1521 | 1418 | 1523 | 1515 | 1492 | 1498 | 1505 | 1521 |
|               | 1968 | 1982 | 1990 | 2006 | 2013 | 2015 | 2017 | 2019 | 2020 | 2022 |